# American Breakfast

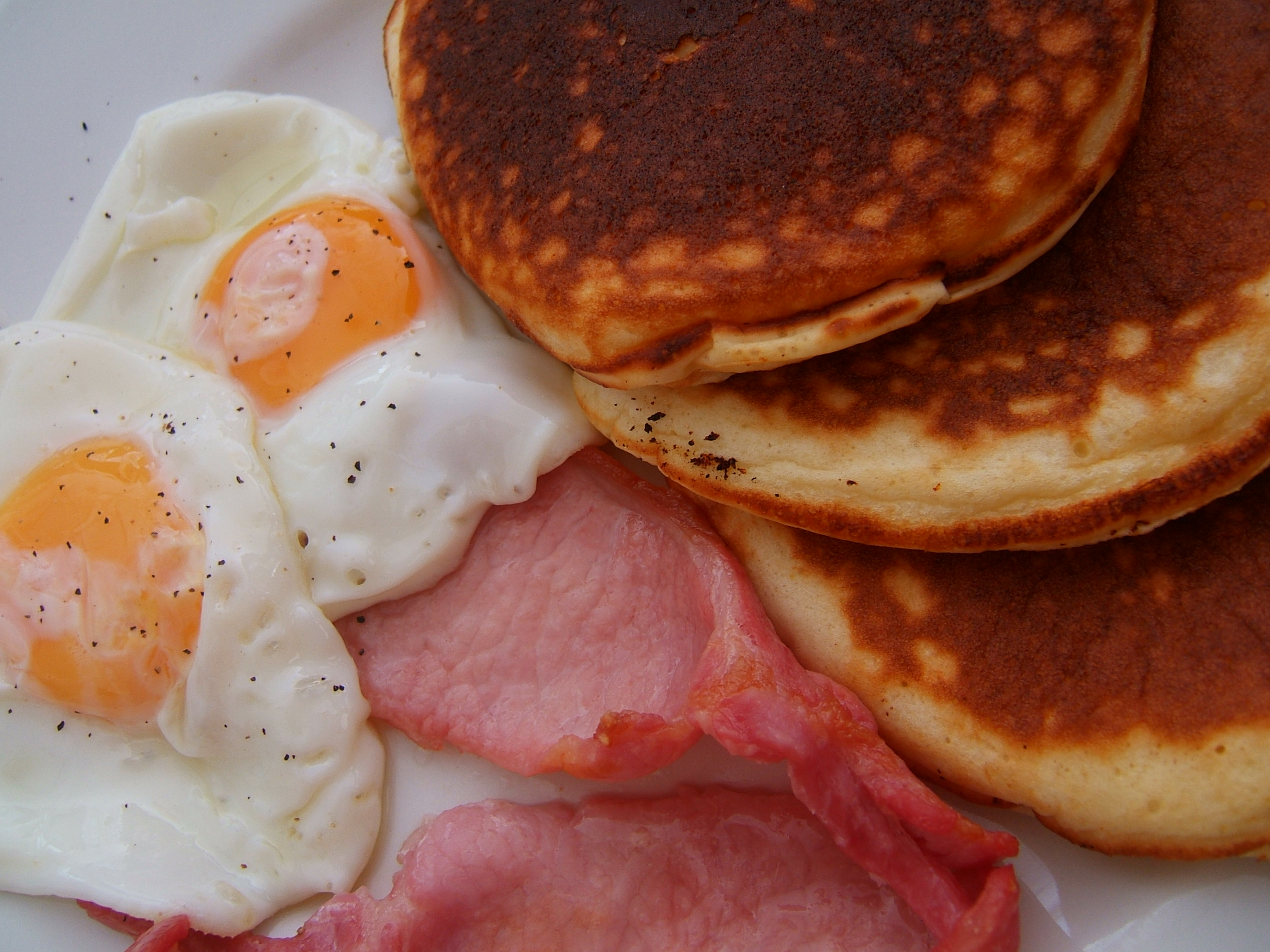
Teil eines American Breakfast

American Breakfast (Englisch für Amerikanisches Frühstück) ist ein üppiges Frühstück mit beispielsweise Bacon, kleinen Würstchen, Eierspeisen, Hash Browns oder anderen Kartoffelgerichten, Pancakes mit Ahornsirup und Frühstücksflocken, Toast, Biscuits, Sausage gravy, Butter, Marmelade, Früchten, dazu Kaffee, Fruchtsaft usw.
Die Eier werden meistens in Form von Rührei (scrambled) oder Spiegelei (fried) serviert. Beim Spiegelei werden mehrere Zubereitungsarten unterschieden: Man gibt bei einer Bestellung im Restaurant oder Diner an, ob man sie „nicht umgedreht“ (sunny side up), „einmal kurz umgedreht“ (over easy) oder „längere Zeit auf der Dotterseite“ (over medium) gebraten haben möchte. Verlorene Eier werden häufig als Eggs Benedict angeboten. Gekochte Eier sind hingegen wenig verbreitet. Ham and Eggs als Bestandteile des American breakfast gehen auf Edward Bernays zurück, den Vater der Public Relations.
Im Unterschied zu einem in Mitteleuropa üblichen Frühstücksbuffet sind immer auch warme Speisen Bestandteil des Speisenangebots. Das Gegenstück zum Amerikanischen Frühstück ist das Europäische Frühstück, das auch als Kontinentales Frühstück bezeichnet wird.